# Evelyn Faltisová
Evelyn Faltisová (nepřechýleně Faltis; 20. února 1887 Trutnov – 13. května 1937 Vídeň), byla hudební skladatelka a korepetitorka.

## Život
Evelyn Faltisová se narodila v Trutnově jako dcera významného průmyslníka. Vystudovala pařížskou klášterní školu. Od roku 1905 studovala hru na klavír a skladbu ve Vídni u Alexandra von Zemlinského a Eusebia Mandyczewského, v čemž pokračovala kolem roku 1909 u Felixe Draesekeho a Eduarda Reuße v Drážďanech a u Sophie Menter v Mnichově. Od roku 1918 žila v Berlíně a kolem roku 1934 se přestěhovala zpět do Vídně. Byla pravděpodobně první ženou, která působila jako sólová korepetitorka, m.j. na festivalu v Bayreuthu (1914–1933) a v Deutsche Oper Berlin (1924–1937). Se svými díly dosáhla jistých úspěchů jako skladatelka v německém a rakouském hudebním životě, ale z velké části přestala skládat, když v roce 1924 získala své první stálé místo. 
V roce 1937 zemřela na zápal plic a byla na vlastní žádost pohřbena v Bayreuthu .

## Dílo
- Kompositionen
- Sonate h-Moll für Klavier (o. op, ca. 1909)
- Klaviertrio d-Moll, op. 1
- Phantastische Sinfonie für Orchester, op. 2a
- Hamlet. Symphonische Dichtung für Orchester, op. 2b
- Sechs Lieder, op.2c: 1.Erfüllung – 2. Verloren – 3. Goldne Wiegen schwingen – 4. O traue deiner Liebsten nicht – 5. In der Nacht – 6. Toter Herbst.
- Klavierkonzert, op. 3
- Klaviertrio g-Moll, op. 4
- Andante und Slawischer Tanz für Klavier und Violine, op. 5
- Adagio für Violine und Klavier, op. 5 (Opuszahl doppelt belegt)
- Sonate für Violine und Klavier d-Moll, op. 6
- Drei Lieder für Singstimme und Klavier, op. 7 (1921) 1. Träume – 2. Litanei – 3. Nepomuk.
- Sieben Lieder für Singstimme und Klavier, op. 8 (1921) 1. Volksweise – 2. Golka – 3. Rosentage, wunderreiche – 4. Lied der Tänzerin – 5. Liebeslied – 6. Vigilie – 7. Nebel.
- Anrufung: „Welche Wege soll ich schreiten“ für achtstimmigen gemischten Chor a cappella. Text: H. Ossenbach, op. 9 (1929)
- Sechs Lieder für Singstimme und Klavier, op. 10 (1921) 1. Warum – Komm heim, ich kann’s nicht erwarten – 3. Hymne – 4. Libussa – 5. Die Ratlose – 6. An den Abend.
- Zwei geistliche Lieder, op. 11
- Fantasie und Doppelfuge mit „Dies Irae“ für Orgel, op. 12 (1922)
- Sechs Zigeunerlieder, op. 12a (1921) 1.Auftrag – 2.Die Verliebte – 3.Abschied–4.Kolednika – 5. Bräutchens Garten – 6. Die Verlassene.
- Streichquartett, op. 13a
- Messe mit Orgel, op. 13b
- Zwei Lieder für Singstimme und Klavier, op. 14 (1931) 1. Traum – 2. Der Kirschbaum.
- Streichquartett, op. 15
- Lieder fernen Gedenkens für Singstimme und Klavier, op. post. (1939) 1.Unklarheit–2.Zeig mir dein wahres Bild–3.Sprich– 4. Heimkehr.